# Villnachern
Villnachern é uma comuna da Suíça, situada no distrito de Brugg, no cantão de Argóvia. Tem 5,75 km² de área e sua população em 2018 foi estimada em 1.632 habitantes.